# Draßnitz
Draßnitz ist eine Ortschaft und eine Katastralgemeinde der Gemeinde Dellach im Drautal im Bezirk Spittal an der Drau in Kärnten.

## Siedlungsentwicklung
Zum Jahreswechsel 1979/1980 befanden sich in der Katastralgemeinde Draßnitz insgesamt 95 Bauflächen mit 18.774 m² und 24 Gärten auf 19.013 m², 1989/1990 gab es 107 Bauflächen. 1999/2000 war die Zahl der Bauflächen auf 192 angewachsen und 2009/2010 bestanden 146 Gebäude auf 184 Bauflächen.

## Bodennutzung
Die Katastralgemeinde ist forstwirtschaftlich geprägt. 231 Hektar wurden zum Jahreswechsel 1979/1980 landwirtschaftlich genutzt und 541 Hektar waren forstwirtschaftlich geführte Waldflächen. 1999/2000 wurde auf 118 Hektar Landwirtschaft betrieben und 617 Hektar waren als forstwirtschaftlich genutzte Flächen ausgewiesen. Ende 2018 waren 99 Hektar als landwirtschaftliche Flächen genutzt und Forstwirtschaft wurde auf 700 Hektar betrieben. Die durchschnittliche Bodenklimazahl von Draßnitz beträgt 14,9 (Stand 2010).